# Saint-Cergues
Saint-Cergues – miejscowość i gmina we Francji, w regionie Owernia-Rodan-Alpy, w departamencie Górna Sabaudia.
Według danych na rok 1990 gminę zamieszkiwało 2337 osób, a gęstość zaludnienia wynosiła 186 osób/km² (wśród 2880 gmin regionu Rodan-Alpy Saint-Cergues plasuje się na 378. miejscu pod względem liczby ludności, natomiast pod względem powierzchni na miejscu 935.).